# 西谷雀ヶ城
西谷雀ヶ城（にしたにすずめがじょう）、または雀ヶ館（すずめがたて）・雀の館（すずめのたて）は、福島県大沼郡金山町大字西谷字雀ヶ城・堀切・館越にあった日本の城。

## 概要
JR只見線・会津川口駅南西部に位置する、只見川とその支流・野尻川に挟まれて南北に伸びる標高400-500メートル級の丘陵上に築かれた山城である。
当城は奥州山ノ内氏の山ノ内俊清の5男で、後に川口氏を名乗った山ノ内俊甫（俊輔）により、玉縄城と共に1544年（天文13年）に築城されたと伝わる。川口氏は、その後の第3代川口俊満の時代に山ノ内庶流における最強勢力となり、宮崎右近や中井山城守ら5人の重臣に城館を与えていたとされる。『会津鑑』や『会津四家合全』などの地誌によれば、西谷雀ヶ城は宮崎右近の居城であったという。

## 城跡
雀ヶ城の城跡は、同じく川口俊甫により築かれた玉縄城と同じ山塊の尾根筋上に立地し、玉縄城本曲輪との距離は約500メートルである。本曲輪のほか、尾根筋に段状の遺構が構築されているが、本曲輪部分には金山中継局テレビ塔が設置され、やや改変を受けている。